# دشت آبرفتی

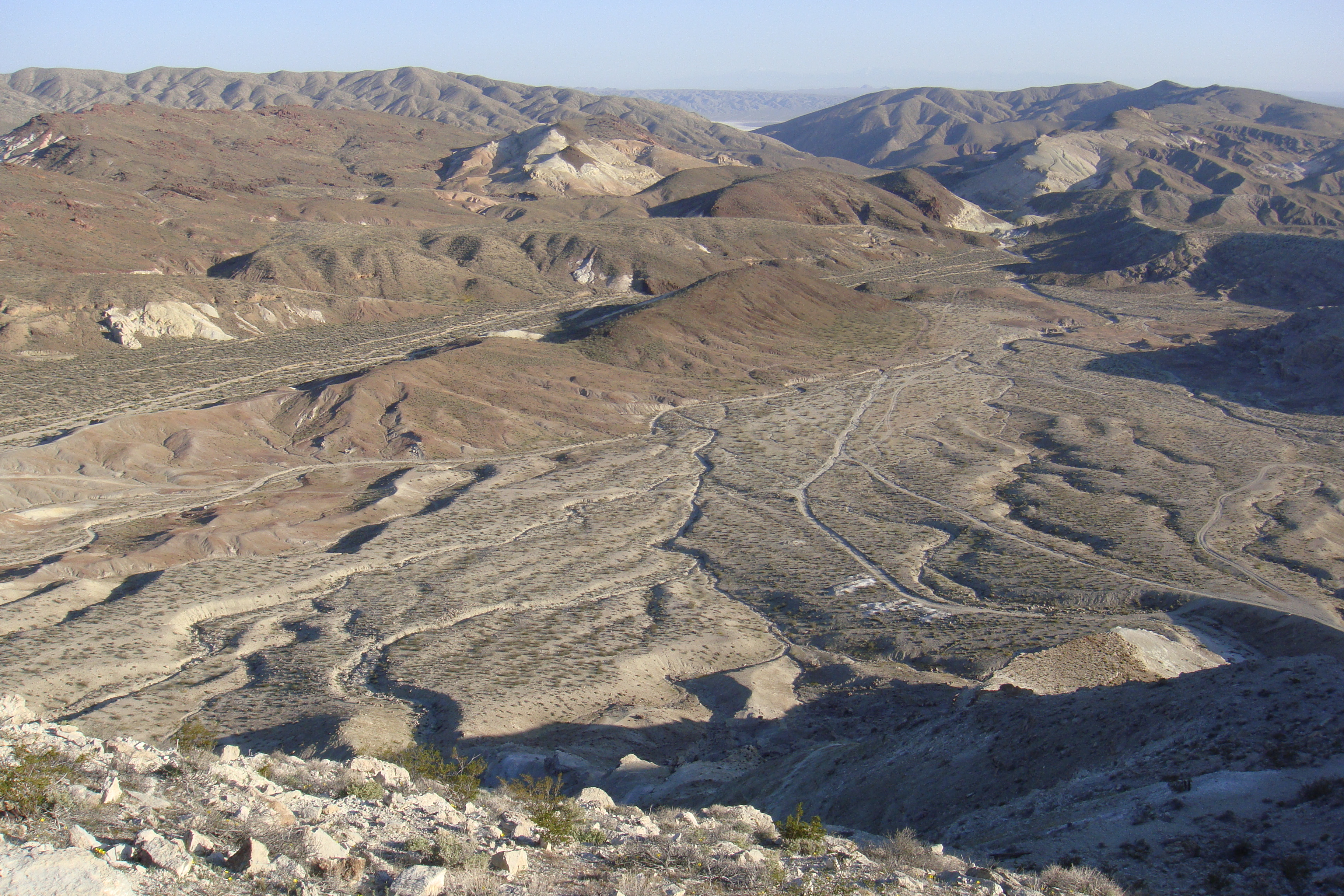

دشت آبرفتی قطعه زمینی مسطح محدود به یک رودخانه که در روی آن آبرفت ته‌نشین می‌شود می‌باشد که ممکن است در روی یک دشت سیلابی یا در روی یک دلتا یا در روی یک بادبزن آبرفتی واقع شود.